# Scotorepens balstoni
Scotorepens balstoni је врста слепог миша из породице вечерњака (лат. Vespertilionidae).

## Распрострањење
Аустралија је једино познато природно станиште врсте.

## Станиште
Врста Scotorepens balstoni има станиште на копну.

## Угроженост
Ова врста није угрожена, и наведена је као последња брига јер има широко распрострањење.

### Популациони тренд
Популација ове врсте се смањује, судећи по расположивим подацима.